# ズールハーネ

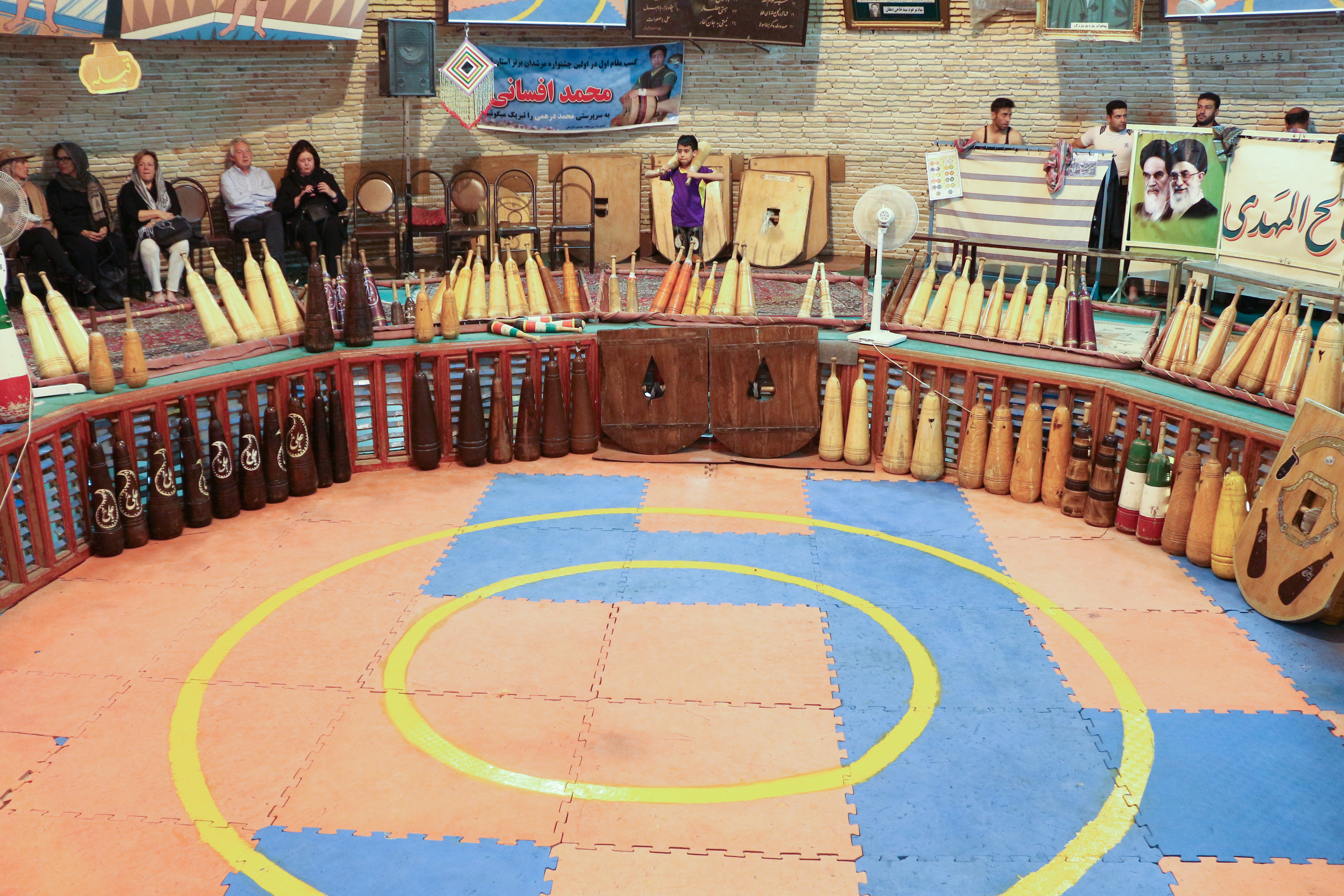
ヤズドにあるズールハーネの一つ

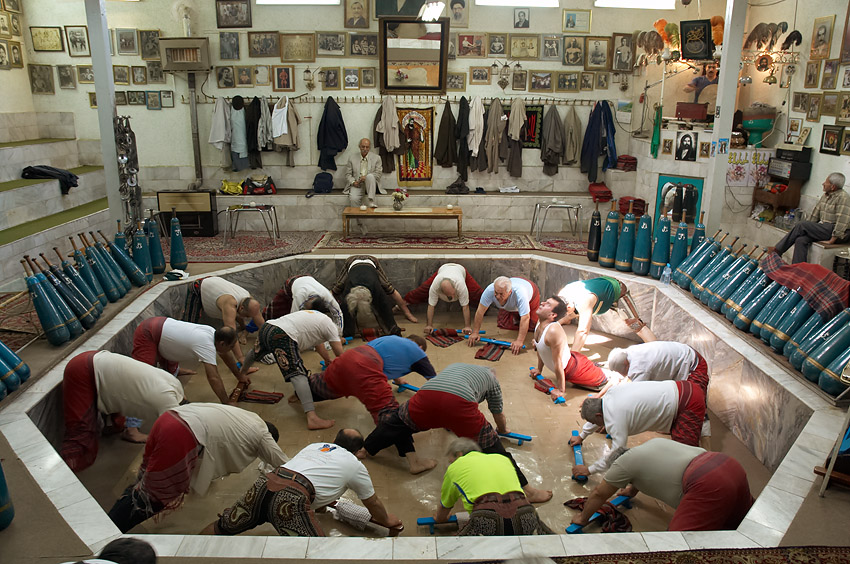
テヘラーンにあるズールハーネの一つ

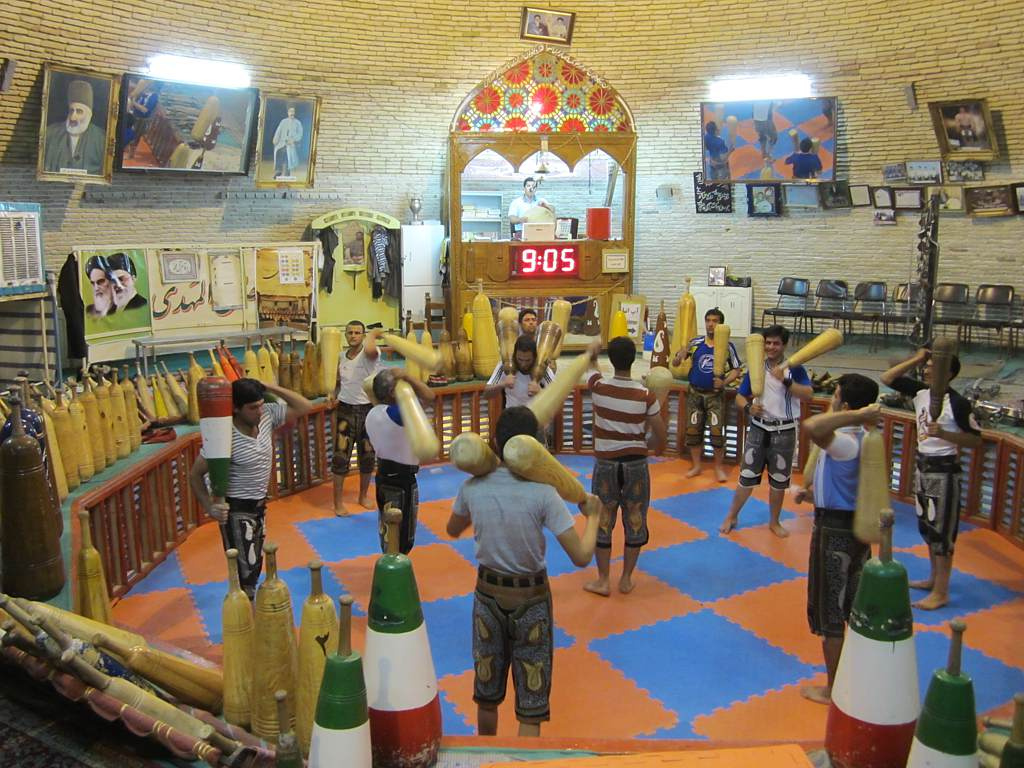
ヤズドにあるサーヘボッザマン・ズールハーネ・クラブ

ズールハーネ（英語: Zurkhaneh; ペルシア語: زور خانه, ラテン文字転写: zūrxāne）は、イラン文化圏において、男性が肉体の鍛錬をするために集まる道場のような場所・館である:361。中央にくぼんだ場所がある:361。基本的に格闘技（コシュティー）の練習場であるが、精神面の修養の場でもあるという点で、その機能はオスマン帝国時代に各地にあったテッケによく似る。ズールハーネで行われる肉体鍛錬法などの文化が、「イランの肉体鍛錬法、パフレヴァーニーとズールハーネイー」（仮の訳語）の名称で、2009年にイランの推薦でユネスコの世界無形文化遺産に登録された。

## 概説
現代ペルシア語において、ズール（ペルシア語: زور, ラテン文字転写: zūr）は「力（ちから）, strength, force」:361、ハーネ（ペルシア語: خانه, ラテン文字転写: xāne）は「家, house」を意味する:249。すなわちズールハーネの直訳は「力の家」になる。エザーフェを入れず、ズールハーネ一語で、中央にピットがある道場を意味する:361。英語にもペルシア語由来の外来語として入っていて、"zurkhaneh" 或いは "zoorkhane" などと綴る:361。
イランにおけるズールハーネの起源はイスラム教到来以前に遡るといわれるが、正確には不明である。現役で最古のズールハーネはバムにあり、サファビー朝時代に創建されたとされる。初期のズールハーネはスーフィー用語で「修行場」を意味するランギャル・ガーと呼ばれており、入り口が極端に狭い地下室だった。ガージャール朝の宮廷でコシュティーが奨励されたことから、その練習場であるズールハーネは隆盛期を迎え、後述するズールハーネの様式が成立した。近代化によって減少傾向にあるが、かつてはイランではどんな小さな街にもこのズールハーネがあるといわれ、地域の若者が交流する社会的施設としても機能していた。
オスマン帝国領内に多く作られたスーフィーの道場、テッケは、ズールハーネと非常によく似たところがある。アフガニスタンのハルカラス（harkaras）やインドのアカーラース（akhāṛās）は、ズールハーネと同様の道場である。このように、バルカン半島からベンガル地方にかけての地域には、ズールハーネ類似の施設が存在しており、このことは、昔からこれらの地域において同種の格闘対戦競技が行われてきたことを示唆する。
建築物としてのズールハーネは、イスラーム文化圏によく見られる共同浴場（ハンマーム）に似る。メインで使われる格闘場は建物の中央に、道路のレベルより少し下に作られる。明り取りの天窓が設けられ、壁に設置される窓は腰までの高さより下に設定される。出入り口は少しかがまないとは入れないように低く設置される。
ズールハーネで行う修行、肉体鍛錬を、ヴァルゼシェ・ズールハーネイー（ورزش زورخانه‌ای; ズールハーネで行う運動）といい、西洋由来のスポーツ（ヴァルゼシュ）とは異なる、イランに古来ゆかしき運動と観念される。ヴァルゼシェ・ズールハーネイーは、「イランの肉体鍛錬法、パフレヴァーニーとズールハーネイー」の名称で、2009年にユネスコの世界無形文化遺産に登録された。ユネスコは、ズールハーネで行われる肉体鍛錬法の基層には、グノーシス主義や古代イランの精神文化があるとしている。